# 花柱草科
花柱草科共有5属约240种，分布在澳洲、南美洲南端和热带亚洲，中国只有1属2种—Stylidium 1属2种—花柱草 （Stylidium uliginosum Sw.）和狭叶花柱草 （Stylidium tenellum Sw.），分布在南岭以南地区。
本科植物为一年生或多年生草本，或亚灌木；单叶，对生、互生或簇生于茎上，无托叶；花两性或单性，左右对称，组成花序，花冠合瓣，5－7裂，有点二唇形；果实为蒴果，开裂，种子多数。

## 属
- Fostera
- Levenhookia
- Oreostylidium
- Phyllachne
- 花柱草属 Stylidium

1981年的克朗奎斯特分类法将其列在桔梗目中，1998年根据基因亲缘关系分类的APG 分类法认为应该放在菊目中，2003年经过修订的APG II 分类法认为可以选择性地与陀螺果科合并。陀螺果科在2006年新修订为花柱草科中的一个亚科。